# Palace Hotel (Varese)
Il Palace Grand Hotel (ex Kursaal) è un albergo situato a Varese sul colle Campigli, esempio di edilizia monumentale liberty. L'albergo fa parte dei Locali storici d'Italia.

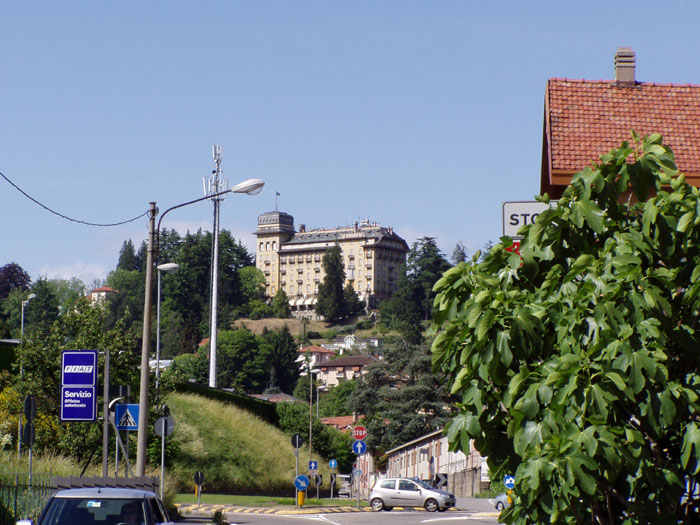
L'albergo visto da via Corridoni.

## Storia
L'albergo fu progettato da Giuseppe Sommaruga nel 1911 e costruito in due anni. Il complesso (che inizialmente comprendeva una linea funicolare, un teatro, tiro al piattello, sale giochi e vari altri divertimenti) venne gravemente mutilato nella seconda guerra mondiale: alcune bombe destinate allo stabilimento Aermacchi, che sorgeva ai piedi del Colle Campigli, nell'aprile 1944, distrussero il complesso del Kursaal e la funicolare, lasciando intatta solo la stazione superiore di quest'ultima (adibita attualmente a bar estivo) e le fondazioni. 
L'albergo fu fortunatamente risparmiato e riprese la propria funzione originale di hotel.
A differenza di altre strutture ricettive varesine (come il Grand Hotel Campo dei Fiori) il Palace non risentì eccessivamente della crisi turistica del secondo dopoguerra, riuscendo a proseguire l'attività. Al 2013 la gestione è affidata alla "Società Grandi Hotel", di proprietà della famiglia Castiglioni. Nel 2016 la proprietà della struttura è passata alla società milanese “finalba seconda s.p.a.” con la gestione alberghiera a carico della società “GHP”(finalba group).
Oggi fa parte del gruppo alberghiero I Palazzi Hotels.

## Descrizione
Si accede all'albergo dalla centrale via Silvestro Sanvito, nel rione di Casbeno, mediante una strada a tornanti (via Luciano Manara) che si inerpica sul colle Campigli. Lungo la salita si nota un'anonima struttura semicircolare grigia di pietra: le fondamenta del già citato Kursaal, distrutto nel 1944 dal bombardamento della vicina Aermacchi. Durante la salita l'albergo rimane nascosto alla vista da una fitta pineta, rivelandosi solo una volta raggiunta la cima della collina.
La struttura dell'albergo è sostanzialmente rimasta la stessa concepita dal Sommaruga nel 1911: un massiccio parallelepipedo, dalle mura color malta, senza intonaco, con una torre laterale, che gli conferiscono l'aspetto di un maniero. Alcune finestre sono dotate di balconi, le cui ringhiere sono opera di Alessandro Mazzucotelli, come del resto le grondaie del tetto e i lampioni nel parco circostante.
Sul lato della torre, un imponente colonnato coperto conduce alla vecchia stazione della funicolare. Si notano ancora le strutture della linea del vecchio trenino, distrutto anch'esso dalle bombe del 1944.